# 中腎管
中腎管（ちゅうじんかん、英: Mesonephric duct）またはウォルフ管（英: Walffian duct）は、脊椎動物の発生途中にできる管。

## 概要
中腎管は、雄の場合に第一次性徴で雄性生殖器へと発達する。雌では第一次性徴で退化し、かわりに中腎傍管（ミュラー管）が発達して雌性生殖器が形成される。
羊膜類では、中腎管の後方において腎管芽（ureteric bud）から後腎（metanephros）が形成される。